# Jan Tinbergen
Jan Tinbergen (La Haya, 12 de abril de 1903-La Haya, 9 de junio de 1994) fue un economista neerlandés y estadígrafo en la investigación de los ciclos económicos.
Fue doctor en física de la Universidad de Leiden desde 1929 y profesor de planificación en la escuela de economía de Róterdam desde 1933, experto de la Sociedad de Naciones y director de la Oficina de Planificación de Holanda. Es uno de los pioneros en la aplicación de herramientas matemáticas a la economía. En 1929 empezó a trabajar para una unidad de la Oficina central holandesa de estadística donde pergeñó investigaciones sobre los ciclos económicos.
Junto con Frisch desarrolló herramientas estadísticas para probar hipótesis económicas. Fue uno de los primeros en crear modelos multiecuación de economía. En su libro Ciclos económicos en los Estados Unidos 1919-1932 desarrolló un modelo de 48 ecuaciones en el que explicaba los ciclos económicos estadounidenses.

## Obras
- Business Cycles in the United States of America, 1919-1932, Ginebra, 1939.
- Econometrics, 1949.
- Economic Policy: Priciples and Design, 1956.
- Política económica, principios y formulación. México D.F., Fondo de Cultura Económica, 1961.
- Ensayos de teoría económica. Tecnos, 1964, Madrid
- Hacia una economía mundial: sugerencias para una política económica internacional. Oikos-Tau, 1970.
- Planeación del desarrollo. México D.F., Fondo de Cultura Económica, 1973

Jan Tinbergen diseñó uno de los esquemas más idóneos para el análisis de la efectividad de las políticas públicas, conjuntamente con el también impulsor de la econometría Ragnar Frish.
Tinbergen esbozó un principio general de la teoría económica. Sostenía que si se quiere garantizar el alcance de un conjunto de metas de política económica, por lo menos se requiere, que exista la utilización de un igual número de instrumentos económicos, tomando en cuenta la existencia del principio de eficiencia de los instrumentos, que consiste en que cada instrumento debe emplearse en la meta en la cual sea más eficiente. Por todos sus aportes y trabajos en economía recibió el primer Premio en Ciencias Económicas en memoria de Alfred Nobel en 1969 junto con Ragnar Frisch .